# Pivka (stacja kolejowa)
Pivka – stacja kolejowa w Pivce, w Słowenii. Znajduje się na głównej linii kolejowej łączącej Lublanę z Triestem we Włoszech oraz na linii do Rijeki w Chorwacji. Jest obsługiwana przez Slovenske železnice.